# Dilema Heinz
O dilema Heinz é um exemplo frequentemente usado em muitas aulas de ética e moralidade. Uma versão bem conhecida do dilema, usada nos estágios de desenvolvimento moral de Lawrence Kohlberg, é descrita da seguinte forma: 
Uma mulher estava em seu leito de morte. Havia um medicamento que os médicos disseram que a salvaria. Era uma forma de rádio que um farmacêutico da mesma cidade havia descoberto recentemente. O medicamento era caro para fabricar, mas o farmacêutico cobrava dez vezes mais do que o custo de produção. Ele pagou $200 pelo rádio e cobrou $2.000 por uma pequena dose do medicamento. O marido da mulher doente, Heinz, pediu dinheiro emprestado a todos que conhecia, mas só conseguiu cerca de $1.000, o que é metade do preço. Ele disse ao farmacêutico que sua esposa estava morrendo e pediu que ele o vendesse mais barato ou o deixasse pagar depois. Mas o farmacêutico disse: "Não, eu descobri o medicamento e vou ganhar dinheiro com ele". Então, Heinz ficou desesperado e invadiu o laboratório do homem para roubar o medicamento para sua esposa. Heinz deveria ter invadido o laboratório para roubar o medicamento para sua esposa? Por que ou por que não?
Do ponto de vista teórico, não é importante o que o participante pensa que Heinz deveria ter feito. A teoria de Kohlberg sustenta que é a justificativa oferecida pelo participante que é realmente significativo, ou seja, a forma de sua resposta. Abaixo estão alguns dos muitos exemplos de argumentos possíveis que pertencem aos seis estágios:
| # | Moralidade       | Estágio                                     | Heinz deveria roubar o medicamento, porque | Heinz não deveria roubar o medicamento, porque                                                                                  | Significado |
| - | ---------------- | ------------------------------------------- | --- | --- | --- |
| 1 | Pré-convencional | Obediência por temor à punição              | Ele vale apenas $200 e não o quanto o farmacêutico queria por ele; Heinz até se ofereceu para pagar e não estava roubando mais nada além do medicamento.                                                                                                | Consequentemente, ele será colocado na prisão, o que significa que ele é uma má pessoa.                                         | Neste nível de desenvolvimento moral, as regras são vistas como absolutas e devem ser seguidas para evitar consequências negativas. A motivação principal para agir corretamente é o medo da punição, e não um entendimento mais profundo da justiça.     |
| 1 | Pré-convencional | Interesse próprio e benefício mútuo         | Ele ficará muito mais feliz se salvar sua esposa, mesmo que tenha que cumprir pena de prisão. | A prisão é um lugar horrível, e é mais provável que ele vá definhar em uma cela do que sofrer pela morte da esposa.             | As decisões morais passam a levar em conta os interesses individuais. As ações são avaliadas conforme os benefícios que trazem para a própria pessoa ou para os envolvidos, considerando que diferentes perspectivas podem justificar escolhas distintas. |
| 2 | Convencional     | Conformidade social e busca por aprovação   | A esposa dele espera isso; ele quer ser um bom marido. | Roubar é ruim e ele não é um criminoso; ele tentou fazer tudo o que podia sem infringir a lei, você não pode culpá-lo por isso. | Neste estágio, o comportamento moral é guiado pela vontade de atender às expectativas sociais e manter boas relações com os outros. A conduta correta é aquela que reforça uma imagem positiva, como ser considerado justo, atencioso ou confiável.       |
| 2 | Convencional     | Manutenção da ordem e respeito à autoridade | A esposa dele será beneficiada, mas ele também deverá receber a punição estabelecida pelo crime, além de pagar ao farmacêutico o que lhe é devido. Os criminosos não podem simplesmente andar por aí sem respeitar a lei; suas ações têm consequências. | A lei proíbe o roubo. | A moralidade passa a estar fortemente ligada ao cumprimento das leis e das normas sociais. A preocupação central é manter a estabilidade, respeitar as autoridades e cumprir obrigações assumidas, mesmo diante de dilemas complexos.                     |
| 3 | Pós-convencional | Contrato social e direitos individuais      | Todos têm o direito de escolher a vida, independentemente da lei. | O cientista tem direito a uma compensação justa. Mesmo que sua esposa esteja doente, isso não torna suas ações corretas.        | Há o reconhecimento de que normas e leis são construções sociais e, por isso, devem refletir princípios amplamente acordados. A moralidade envolve proteger os direitos fundamentais das pessoas e adaptar as regras a partir de consensos coletivos.     |
| 3 | Pós-convencional | Princípios éticos universais                | Salvar uma vida humana é um valor mais fundamental do que os direitos de propriedade de outra pessoa. | Outros podem precisar do remédio com a mesma urgência, e suas vidas são igualmente significativas.                              | Neste estágio mais avançado, as decisões são guiadas por princípios internos de justiça, igualdade e dignidade humana. A pessoa age conforme sua própria consciência ética, mesmo que isso entre em conflito com leis ou normas estabelecidas.            |